# Стиракс бензойный
Стиракс бензойный (лат. Styrax benzoin) — произрастающий на Суматре и Индонезии вид деревьев рода Стиракс (Styrax).

## Название
В регионе произрастания и прилегающих к нему странах стиракс и его смолу называют деревом бенджамина, на арабском — лобан, в Индонезии и Малайзии — кеменьян, оних или суматранское дерево.
В русской литературе можно встретить название стиракс в отношении других деревьев (или продукции на их основе). Род стиракс насчитывает более 130 видов, три из которых служат основой для производства растительного фиксатора запахов в парфюмерной промышленности: Styrax tonkinensis (производит сиамский бензоин), Styrax benzoin (производит суматранский бензоин) и Styrax benzoides. Стиракс бензоин — самый распространенный среди них.
Также название стиракс можно встретить в отношении ликвидамбра (Liquidambar), другого рода деревьев. При поражении коры ликвидамбры выделяют ароматическую камедь, получившую название сторакс. Сходство названий двух смолистых веществ, используемых в парфюмерии, привело к часто встречающейся ошибке, в результате которой ликвидамбры и стираксы могут приниматься за одно и то же дерево. В медицинской и косметологической литературе можно встретить «стиракс», и часто используется название «бензоин», для обозначения продуктов, получаемых из смол стираксов.

## Ареал
На Суматре стиракс бензойный можно встретить в дикой природе, как одно из деревьев, образующих лесной покров острова. Здесь оно достигает максимальной высоты 12 метров.
В Индонезии дерево выращивается специально как основной источник смолы бензоина.
В Западной Африке выращивается в декоративных целях для создания тени.

## Применение
В ряде азиатских стран в течение веков смола стиракса используется в религиозных обрядах, как один из компонентов благовоний в храмах и ароматических средств гигиены и косметики в быту.
Используется в традиционной восточной медицине, в частности, в аюрведе представлен как мочегонное, антисептическое, противовоспалительные и отхаркивающее средство. Стиракс успокаивает нервную систему, благотворно действует на кожу, дыхательную и гормональную системы.
Из стиракса бензойного производится суматранский бензоин. Суматранский бензоин — хрупкая серо-бежевая масса с красными прожилками, его собирают делая надрезы на коре дерева. В парфюмерии смола стираксов особенно ценится за свои свойства консерванта, позволяет защищать масла от прогоркания, а также за фиксацию запахов других масел.
В отношении смолы, получаемой из растений рода стиракс тоже нет единого взгляда. В довоенное время использовалось название «росный ладан», более современный вариант бензойная смола, однако медицинская, косметологическая и ароматерапевтическая литература ни одним из этих названий не пользуется.
Бензойная смола зарегистрирована в качестве пищевой добавки Е906 и по классификации относится к воскам.
В XVI веке из смолы стиракса бензойного была получена бензойная кислота, её кристаллы можно встретить в виде вкраплений в суматранском росном ладане, но Нострадамусом описан процесс возгонки.